# Лещёва, Екатерина Ефимовна
Екатерина Ефимовна Лещёва (19 декабря 1931, Новгородская область — 14 января 2002, Пицунда ) — доярка молочно-овощного совхоза Гагрского района Абхазской АССР, Грузинская ССР. Герой Социалистического Труда (1960) .

## Биография
Родилась в 1931 году в крестьянской семье в одном из сельских населённых пунктов современной Новгородской области (в то время — территория Ленинградской области). В годы Великой Отечественной войны во время эвакуации потеряла родных. Воспитывалась в детском доме, где получила среднее образование. Будучи взрослой, долгое время искала своих родственников. В начале 1960-х годов нашла своего брата.
В 1955 году переехала в Абхазскую АССР, где трудилась дояркой в молочно-овощном совхозе Гагрского района. В первое время трудилась в полеводческой бригаде, затем — подменной дояркой на молочно-товарной ферме. Показывала высокие трудовые результаты. Обслуживала одиннадцать коров. В 1958 году увеличила численность коров до 17 голов. В этом же году получила от закреплённых за ней коров 667 центнеров молока, от каждой коровы в среднем около 4 тысячи килограмма молока. В 1959 году довела свои трудовые показатели до 5070 килограмма молока от каждой коровы. От двух отдельных коров по кличке Проталина и Отрада получила по 7 тысяч килограмм молока. Указом Президиума Верховного Совета СССР от 7 марта 1960 года удостоена звания Героя Социалистического Труда «в ознаменовании 50-летия Международного женского дня, за выдающиеся трудовые достижения и особо плодотворную общественную деятельность» с вручением ордена Ленина и золотой медали «Серп и Молот» (№ 8343).
Избиралась депутатом Гагрского районного Совета депутатов трудящихся.
После выхода на пенсию проживала в совхозе «Молочный» посёлка Пицунда. Во время грузино-абхазского войны в 1992 году переехала в Воронеж, где скончалась в июле 1995 года.